# Brent Jackson
Brent Jackson est un personnage de fiction appartenant à l'univers de Marvel Comics. Créé par Frank Tieri et Sean Chen, il est apparu pour la première fois dans Wolverine #163, en 2001.

## Biographie du personnage
Brent M. Jackson était un jeune agent du SHIELD lorsque Wolverine fut accusé du meurtre du Sénateur Walsh. Nick Fury ne pouvant se lancer à sa poursuite, ce fut Jackson qui fut chargé de l'opération. Fury, pensant que Jackson tuerait Logan plutôt que de le capturer, engagea le Shiver Man, un chasseur de primes, pour attraper le mutant griffu en premier. Le Shiver Man échoua, et Jackson piégea Wolverine avec un LMD (Life Model Decoy) de Fury.
Jackson travaillait en fait pour le programme Weapon X, sous les ordres directs du directeur Malcolm Colcord. Il fit emprisonner Wolverine à la Cage, une prison secrète.
Le Directeur commença à se méfier de Jackson, et à la suite d'une dispute, Jackson tenta de frapper son supérieur, sans succès. Il lui avoua qu'il avait secrètement placé une puce de contrôle et le mit aux arrêts pendant quelque temps.
De nouveau dans les rangs, Brent Jackson gagna la confiance de plusieurs agents spéciaux (Wild Child, Sauron et Washout). Quand Colcord se retrouva amoureux de l'agent Aurora, Jackson en profita et lança un putch militaire pour prendre le contrôle du Programme, grâce à une trêve avec l'Underground de Cable. Il prit le poste de nouveau directeur.

## Pouvoirs et capacités
Brent Jackson n'a pas de super-pouvoirs. Il a reçu une formation d'agent du SHIELD.